# Vízityúk
A vízityúk (Gallinula chloropus) a madarak (Aves) osztályának darualakúak (Gruiformes) rendjébe, ezen belül a guvatfélék (Rallidae) családjába tartozó faj.

## Előfordulása
Egész Európában megtalálható, kivéve Skandinávia és Finnország nagy részét, és Oroszország északi területeit. Fellelhető Nyugat-Ázsiában, Japánban, a Fülöp-szigeteken és Afrikában. Észak- és Dél-Amerikába betelepítették.

## Kárpát-medencei előfordulása
Áprilistól októberig tartózkodik Magyarországon, rendszeres fészkelő. Megfelelő időjárás mellett kis létszámban itt is telel.

## Megjelenése
A vízityúk hossza 35 centiméter, szárnyfesztávolsága 50–55 centiméter és testtömege 145–490 gramm. A tollazata fekete, helyenként sötétbarnás árnyalatú, a farktollai alul fehérek. A hím és a tojó hasonló megjelenésű. Hosszúra nyúlt lába és lábujjai segítik az ingoványos talajon való közlekedésben; járás közben jellegzetesen „kilép”. A csibék tollazata fekete, csőrük és szemük környéke piros, fejük teljesen kopasz. Csak 6 hónapos korukban lesz élénkpiros a csőrük, addig narancssárga vagy citromsárga színűek.

## Életmódja
A költési szezon kivételével társas lény. Tápláléka növények, bogyók, rovarok és egyéb kis termetű gerinctelenek. Biztonságos környezetben akár 15 évig is élhet, de a természetben átlagban csak 3 évig él.

## Szaporodása
Az ivarérettséget egyéves korban éri el. A költési időszak áprilistól augusztusig tart, ebben az időben 2-3 fészekaljat nevel fel a pár. A fészket a part menti növényzetben vagy egy úszó szigeten helyezik el a madarak; vázát nádból és más vízinövényből készítik, belsejét puha növényekkel bélelik, és mindkét madár részt vesz a fészeképítésben. Egy fészekaljban 10 tojás van, ezek vörösesbarnán pettyezett sárgásbarnák. Az öregek mintegy három héten át felváltva melengetik őket. Az előző fészekaljból kikerült madarak segítenek felnevelni az öregeknek a következő fészekaljakat. A kirepülés 6-7 hetes korban következik el.
|  |  |  |

## Képek

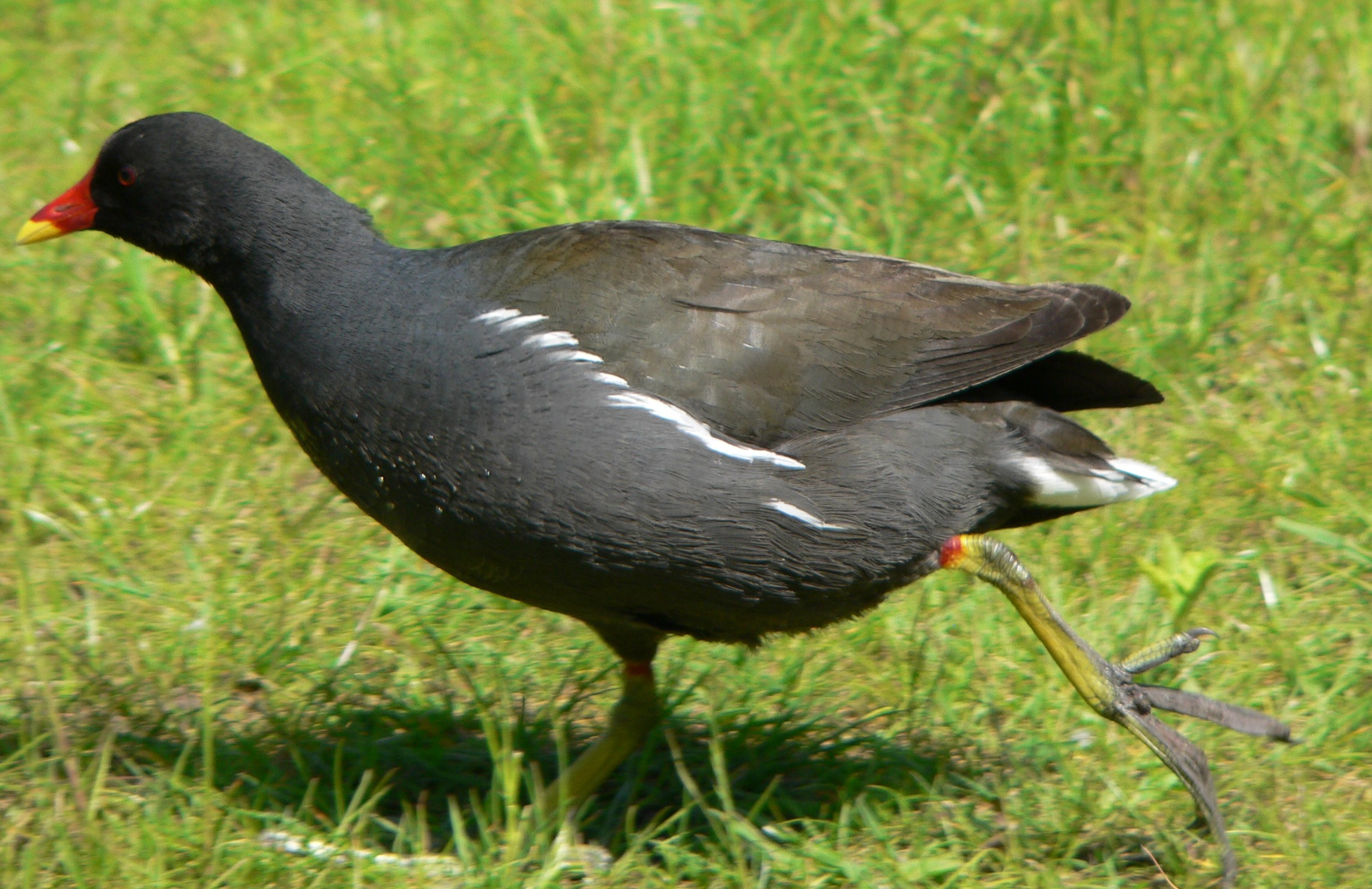
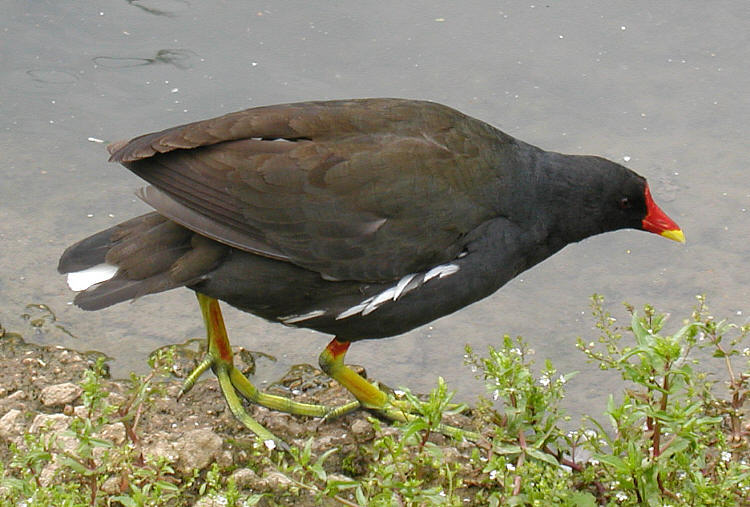
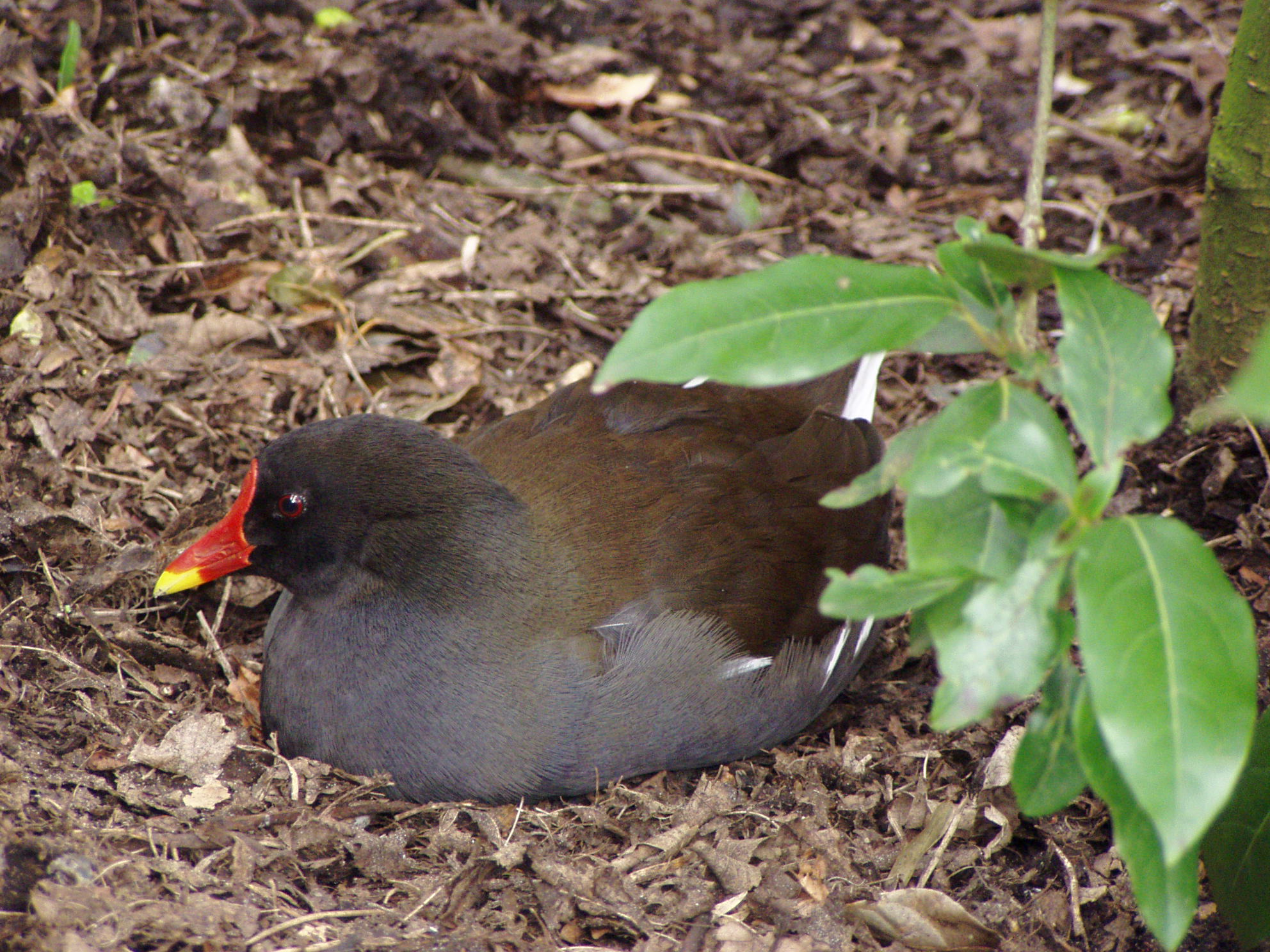
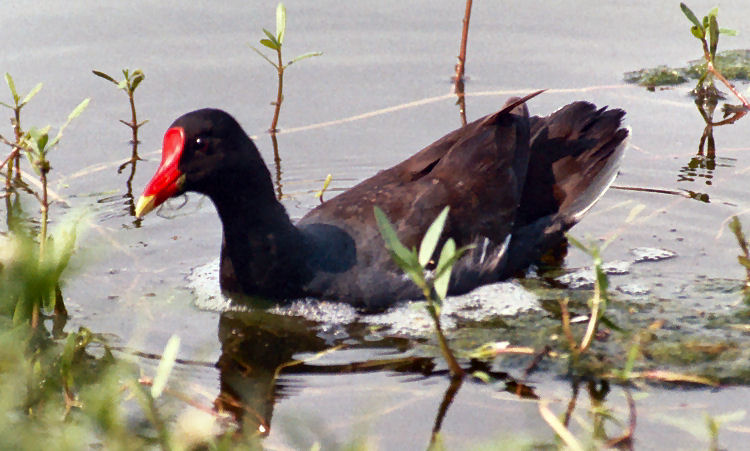
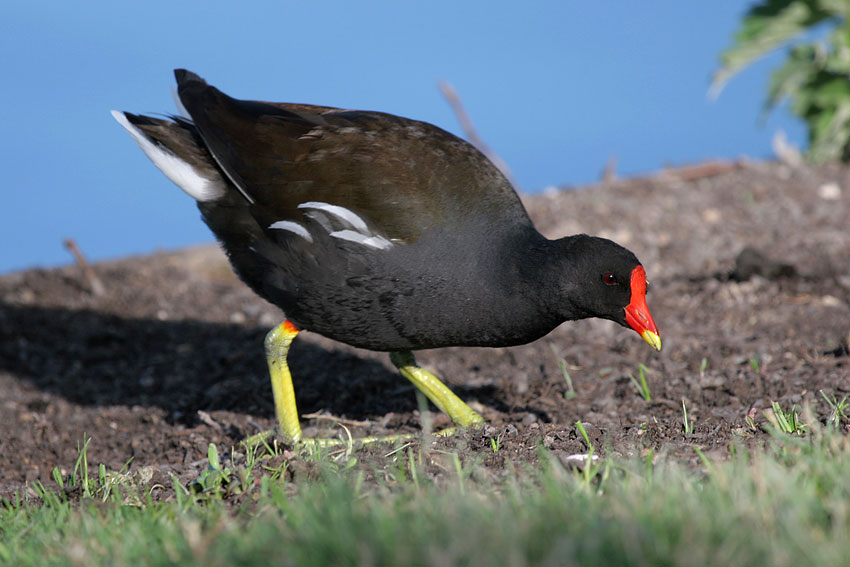
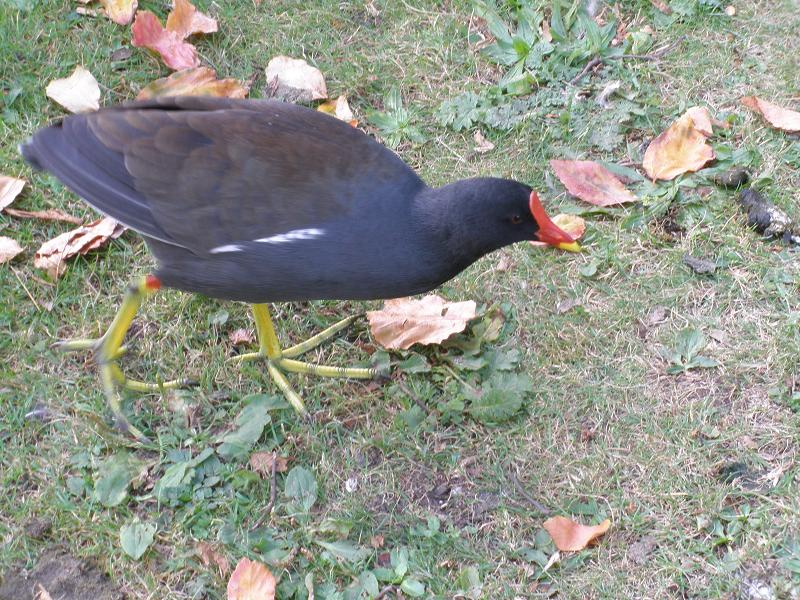
Vízityúk a Kew-ban
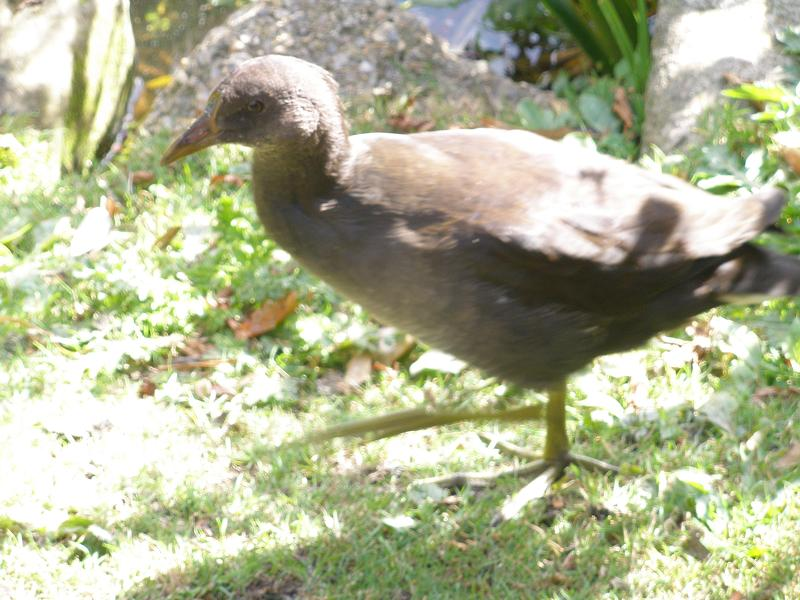
Fiatal példány
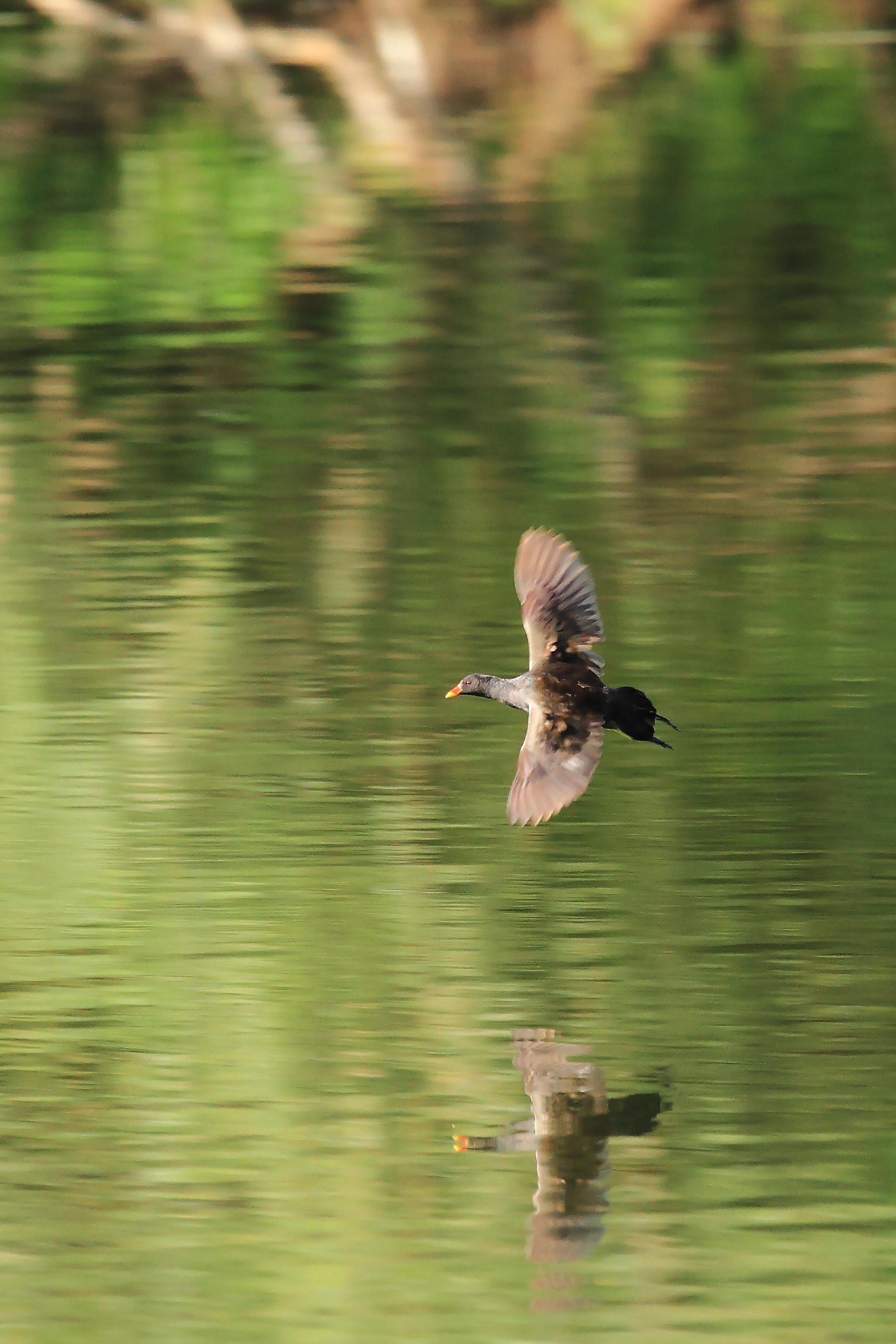
Repülés közben Tiszaalpáron
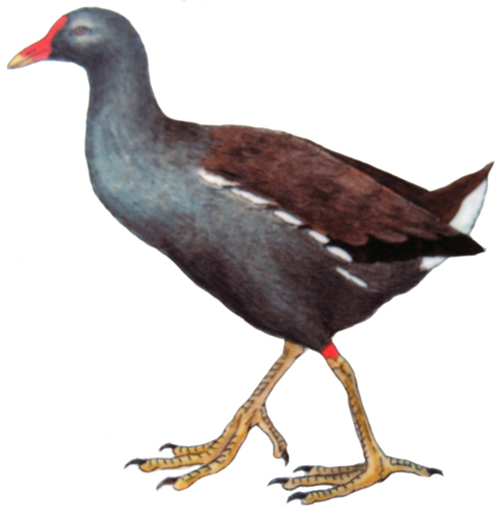
Rajz a vízityúkról